# Geestelijke verzorging
Geestelijke verzorging helpt mensen bij zingeving en levensvragen, wanneer het alledaagse leven wordt onderbroken door bijvoorbeeld ziekte, dood, geboorte, huwelijk of scheiding. Een geestelijk verzorger biedt begeleiding, hulpverlening en advisering bij zingeving en levensbeschouwing. Geestelijke verzorging is te vinden in zorginstellingen, bij defensie, justitie, politie en in de thuissituatie.

## Ontwikkeling
Tot ongeveer de jaren 1980 zorgden pastores (aalmoezeniers of rectoren), predikanten en humanistisch raadslieden ervoor dat hun werk een vaste plaats kreeg in instellingen. Doordat er meer variatie is gekomen in religies en levensbeschouwing en de geloofsbeleving meer individualiseert, werken ook geestelijk verzorgers steeds vaker vanuit andere tradities en achtergronden.
Sinds enkele jaren (anno 2019) is er aandacht voor de inzet van geestelijke verzorging in de thuissituatie, waarvoor in 2019 tevens gelden beschikbaar zijn gesteld door het Ministerie van VWS. Ook bij de politie wordt ervaring opgedaan met het gebruik van geestelijke verzorging.